# Немерче (посёлок)
Немерче (укр. Немерче) — посёлок, входит в Мурованокуриловецкий район Винницкой области Украины.
Население по переписи 2001 года составляло 62 человека. Почтовый индекс — 23450. Телефонный код — 4356. Занимает площадь 0,034 км². Код КОАТУУ — 522884605.

## Местный совет
23450, Вінницька обл., Мурованокуриловецький р-н, с. Немерче, вул. Центральна, 1